# Kriegers Ahnung
 (décembre 2018).
Pressentiment du guerrier
Pour un article plus général, voir Schwanengesang.
Kriegers Ahnung (en français « Le pressentiment du guerrier »), D. 957, est un lied du compositeur Franz Schubert composé en 1828 et adapté du poème du même nom de Ludwig Rellstab. Il s’agit du deuxième lied du cycle Schwanengesang, recueil posthume de quatorze lieder regroupés sous une appellation unique par l’éditeur viennois Tobias Haslinger. 
De forme Durchkomponiert, ce lied est le dernier témoignage des lieder composés dans l’esprit des toutes premières ballades et compositions dramatiques de son adolescence. 

## Contexte
L’année de composition du lied Kriegers Ahnung est marquée par le décès du compositeur. La fin de sa vie démontre une maturité dont découle un changement de style littéraire. Les thèmes choisis, résignés et empreints de pessimisme, correspondent à la découverte de sa maladie et à la conviction que la mort est proche. C’est dans un état d’épuisement, comme le mentionnera son ami Joseph von Spaun, que Schubert composa l’ensemble des lieder du cycle Schwanengesang.
La composition de ce lied et des six autres lieder sur les poèmes de Rellstab se trouvant dans le cycle Schwanengesang daterait du mois d’août 1828. Il faut noter que les seules indications concernant le mois de la composition figurent sur une copie du manuscrit. Seul le premier lied, Liebesbotschaft, est daté du mois d’août. Selon Brigitte Massin : « La date en marge du premier lied peut aussi laisser supposer que les sept lieder actuels du groupe ont été composés à la suite les uns des autres à partir du mois d’août ». 
C’est probablement dès le printemps 1828 que les textes poétiques de Rellstab sont arrivés dans les mains de Schubert, même s’il est difficile d’en préciser la date exacte. Nous savons que Rellstab avait envoyé une dizaine de ses poésies à Beethoven, dont il était un grand admirateur, pour qu’il puisse les mettre en musique. Selon l’écrivain, Beethoven, ne se sentant pas capable physiquement de composer, aurait donné à Schubert les poèmes qui lui plaisaient le mieux. Il n’est pas possible d’établir avec certitude si les poèmes de Rellstab sont parvenus à Schubert par l’entremise même de Beethoven ou si son secrétaire, Schindler, a agi de sa propre initiative en les envoyant à Schubert.

## Texte
| « In tiefer Ruh liegt um mich her Der Waffenbrüder Kreis; Mir ist das Herz so bang und schwer, Von Sehnsucht mir so heiß. Wie hab’ ich oft so süß geträumt* An ihrem Busen warm ! Wie freundlich schien des Heerdes Gluth, Lag sie in meinem Arm ! Hier, wo der Flammen** düstrer Schein Ach ! nur auf Waffen spielt, Hier fühlt die Brust sich ganz allein, Der Wehmuth Thräne quillt. Herz ! Daß der Trost Dich nicht verläßt ! Es ruft noch manche Schlacht. Bald ruh’ ich wohl und schlafe fest, Herzliebste – Gute Nacht ! » |  |  | Autour de moi, mes frères d’armes reposent jusqu’au jour ; Mon pauvre cœur est gros de larmes, Et tout brûlant d’amour. Oh ! Comme dans ses bras d’albâtre Je rêvais doucement ! Comme il brillait le feu de l’âtre, Sur son beau front dormant ! Ici la flamme ne rayonne Que sur les dards sanglants, Ici mon cœur n’attend personne, [Oui mon cœur bat sans que personne]*** Réponde à ses élans. Mais que tes larmes, pauvre cœur [Que tes larmes fassent trêve]*** La guerre nous poursuit. Bientôt je vais dormir sans rêve, Mon ange, bonne nuit ! |

La traduction est réalisée par le poète français Émile Deschamps en 1839. Il ne s’agit pas d’une transcription littérale du poème, mais d’une adaptation française destinée à être chantée. 
* Dans le poème de Rellstab, « geruht ». ** Ibid., « Flamme ». *** Schubert répète une seconde fois le vers de Rellstab, Deschamps y introduit une nouvelle traduction.

## Analyse
- Si vous ne connaissez pas le sujet, laissez ce bandeau (vous pouvez alors contacter les auteurs).
- Si vous supprimez le contenu mis en cause (vous pouvez préalablement contacter les auteurs),

argumentez précisément cette suppression dans la page de discussion
(un manque de référence n'est pas un argument ; une recherche réelle de référence doit avoir été effectuée, être formellement documentée).
Les sept poèmes de Rellstab mis en musique par Schubert traitent de l’un de ses thèmes les plus récurrents à l’époque : celui de la bien-aimée absente. Le deuxième lied du cycle lui permet également, à travers l’évocation des ravages de la guerre, d’honorer la mémoire de Theodor Körner, poète patriotique et militaire allemand dont il fit la connaissance en 1813 par l’intermédiaire de von Spaun. Leur rencontre suscita chez Schubert une grande admiration pour le poète dont la mort prématurée au champ de bataille, la même année, touchera l’Allemagne entière, faisant de lui un véritable héros national. Schubert mit en musique treize poèmes de Körner entre mars et octobre 1815.
Kriegers Ahnung, dont l’atmosphère est assez sombre et funèbre, se caractérise par un accompagnement complexe du point de vue harmonique. En effet, le compositeur multiplie les modulations tout au long de l’œuvre et parfois au sein même d’une section.
La composition peut être divisée en plusieurs parties. Chaque section se distingue par des changements de tempo, d’accompagnement et de style.
La première strophe en 
 peut s’apparenter à une introduction funèbre, elle se caractérise par son rythme qui apparaît dès la première mesure (noire double pointée, double croche, croche) rendant l’atmosphère pieuse et plongeant ainsi d’emblée l’auditeur dans une ambiance de tristesse et de désolation. Cette introduction est composée en do mineur. Notons néanmoins un bref passage en mi bémol majeur ponctué par une cadence rompue avant de terminer dans la tonalité initiale par une demi-cadence. Selon Marcel Beaufils, cette première partie comporte, à la mesure 24, une citation textuelle de l’Eroïca. Martin Chusid voit également une relation entre cette première section et l’ouverture de la Sonate pour piano en do mineur (D.958). Publiée à titre posthume, elle fut probablement composée peu de temps après le lied.
La deuxième strophe en 
 en la bémol majeur est d’un tout autre registre et d’un tempo plus rapide (Etwas schneller). La tonalité majeure, l’accompagnement composé d’une vague de triolets et la mélodie principalement dans les aigus, rendent l’atmosphère plus légère. Celle-ci fait directement écho au texte; les peurs du guerrier sont temporairement apaisées, il songe et se souvient des moments passés auprès de sa bien-aimée.
La troisième strophe se caractérise par le retour d’un caractère plus sombre et par des accords répétés en triolets rapides. Cette section en 
 dramatique et où l’inquiétude est palpable, débute en fa dièse mineur avec la nuance pianissimo et module en fa mineur au piano forte, accentuant ainsi la solitude du soldat. La fin de la strophe, ponctuée par plusieurs crescendo et decrescendo et marquée par un sentiment de solitude de plus en plus profond se termine dans la tonalité de fa mineur par une cadence parfaite.
La quatrième strophe en 
 peut être scindée en deux parties. Une première, comprenant les deux premiers vers, plus agitée en ut mineur et la mineur et une deuxième, couvrant les deux derniers vers, plus aérienne, dans la tonalité majeure, en ut majeur, la bémol majeur et fa majeur. Ces tonalités mineures puis majeures s’accordent parfaitement à la signification et aux sentiments du texte. Chaque modulation s’enchaîne par une demi-cadence, habituant ainsi l’oreille à ces changements de tonalité. Cette strophe est ensuite reprise avec quelques variantes. Au niveau des nuances, mentionnons simplement la première partie, piano dans son début, qui évolue progressivement, par un long crescendo, vers un climax, soulignant les nombreux combats à venir dont le soldat connaît malheureusement l’issue.
Le lied s’achève au Tempo I dans la tonalité initiale de do mineur. Le début de l’introduction y réapparaît en coda pour accompagner la voix qui reprend le dernier vers du poème. La voix utilise également de manière très discrète, sur les mots « Gute Nacht », le rythme caractéristique évoqué dans l’introduction. Le retour de ce motif exprime et signifie sans conteste que la mort du guerrier est proche. Massin souligne également que, par ses derniers mots « Gute Nacht », le lied semble prolonger les deux cycles des lieder antérieurs, Die Schöne Müllerin et Winterreise. En effet, les mots « Gute Nacht » débutent la dernière strophe de Des Baches Wiegenlied, le lied final du cycle Die Schöne Müllerin et constituent le titre du lied d’ouverture du cycle Winterreise.
Malgré un grand nombre de fa4 dans la composition, le lied est destiné et pensé pour une voix de baryton.

## Éditions
Kriegers Ahnung fut publié pour la première fois avec cinq autres lieder de Rellstab, six lieder de Heine et un lied de Seidl, par l’éditeur viennois Haslinger. Après la mort du compositeur, l’intégralité du manuscrit des chants de Rellstab et Heine fut en possession du frère de Schubert, Ferdinand, qui le céda, avec les trois dernières sonates pour piano de Schubert, à Haslinger pour cinq cents florins. Cette première parution se fit sans l’attribution d’un numéro d’opus, en avril 1829. La réunion de ces différents lieder et le choix du titre du recueil sont donc de l’initiative de l’éditeur lui-même. Le Dictionnaire des œuvres de l’art vocal note cependant que « le titre est de l’éditeur viennois Haslinger […], et n’indique nullement qu’il s’agit d’un cycle mais seulement des dernières mélodies composées par Schubert peu avant sa mort ».
En effet, la volonté première de Schubert était de publier les sept lieder de Rellstab en un cycle indépendant. Un huitième lied, portant le nom de Lebensmut, devait être placé en tête du recueil. Il resta inachevé et l’éditeur décida de ne pas le faire figurer dans le cycle en question.
Von Spaun écrira en 1829 que Schubert avait le projet de dédier ces quatorze lieder à ses amis. L’édition porte bien, après le titre, l’indication : « Chant du cygne de Franz Schubert dédié à ses bienfaiteurs et à ses amis ».
Mentionnons également l’édition Breitkopf & Härtel qui publia le cycle en 1895 et l’édition Peters, en 1897. 
Ce lied, comme tous ceux de l’ensemble du cycle Schwanengesang, fit également l’objet d’une transcription pour piano solo par Franz Liszt et August Horn. Liszt a arrangé plus de cinquante lieder de Schubert pour piano solo, parmi lesquelles, outre l’intégralité de Schwanengesang, une partie de Die schöne Müllerin et la moitié de Winterreise. Comme le mentionne le Wiener Zeitschrift für Kunst, Literatur, Theater und Mode paru le 7 décembre 1839, ces transcriptions étaient très prisées et appréciées, elles élevaient les pièces de Schubert au rang de favorites.  Ces compositions auraient été écrites entre 1835 et 1838 et publiées en 1840 par Haslinger. Les transcriptions de Horn, moins connues que celles de Liszt, restent très attachées et fidèles aux originaux de Schubert.

## Réception
Dans l’édition de l’Allgemeine musikalische Zeitung de Leipzig du 7 octobre 1829, une appréciation détaillée et enthousiaste sur le cycle Schwanengesang fut écrite par le rédacteur en chef de l’époque, Gottfried Wilhelm Fink. Celui-ci considérait l’ensemble de ces lieder comme étant plus contrôlés, plus inventifs, plus musicaux et plus intimement ressentis :

« […] Il faut donc absolument louer ces deux volumes [Schwanengesang] car ils ne contiennent pas une seule pièce qui ne puisse être au moins considérée comme très réussie et joliment traitée. En effet, sans aucune hésitation, nous pouvons placer bon nombre de ces lieder parmi les pièces les plus magistrales de la muse de Schubert, continuant à être chantées de tous temps. »

## Discographie sélective
| Date | Chant                    | Piano              | Titre de l'album                          | Label               |
| ---- | ------------------------ | ------------------ | ----------------------------------------- | ------------------- |
| 1954 | Hans Hotter              | Gerald Moore       | Schwanengesang                            | EMI Classics        |
| 1955 | Dietrich Fischer-Dieskau | Gerald Moore       | Franz Schubert Schwanengesang             | EMI Electrola       |
| 1965 | Peter Anders             | Michael Raucheisen | Lieder von Franz Schubert                 | Eterna              |
| 1972 | Peter Schreier           | Walter Olbertz     | Franz Schubert Schwanengesang             | Deutsche Grammophon |
| 1973 | Tom Krause               | Irwin Gage         | Schubert Schwanengesang                   | Decca               |
| 1981 | Hermann Prey             | Leonard Hokanson   | Franz Schubert Schwanenegesang            | Deutsche Grammophon |
| 1983 | Dietrich Fischer-Dieskau | Alfred Brendel     | Schubert Schwanengesang                   | Philips             |
| 1985 | Hakan Hagegard           | Emmanuel Ax        | Schubert Schwanengesang                   | RCA Red Seal        |
| 1986 | Ernst Haefliger          | Jörg Ewald Dahler  | Franz Schubert Schwanengesang             | Claves              |
| 1988 | Siegfried Lorenz         | Norman Shetler     | Franz Schubert Schwanengesang             | Eterna              |
| 1991 | José van Dam             | Valeri Afanassiev  | Schubert Le Chant du cygne Schwanengesang | Forlane             |